# Закат (фильм, 1990)
«Закат» — фильм-фантазия 1990 года режиссёра Александра Зельдовича на темы Исаака Бабеля.

## Сюжет
Драма разворачивается на фоне любви престарелого биндюжника Менделя Крика к красавице Марусе. Мендель готов продать своё дело и вместе с любимой уехать доживать свои дни в Бессарабию. Иного мнения придерживаются сыновья Менделя Беня и Лева.
В историю еврейской семьи вмешивается Октябрьская революция, которая совершенно неожиданным образом расставляет акценты в судьбах героев.

## В ролях
- Рамаз Чхиквадзе — в роли биндюжника Менделя Крика, слывшего грубияном среди биндюжников Одессы — самого странного города Российской Империи
- Виктор Гвоздицкий — в роли его сына Бени Крика, налетчика и короля налетчиков Одессы — самого веселого города Российской Империи
- Зиновий Корогодский — Дед
- Марина Майко — Маруся
- Ольга Волкова — Потаповна
- Ирина Соколова — Нехама, жена Менделя
- Юлия Рутберг — Двойра
- Игорь Золотовицкий — Лёвка
- Яков Явно — Боярский
- Самуил Грушевский — мальчик
- Геннадий Воропаев — Иван Пятирубель, кузнец
- Лев Милиндер — Эйхбаум
- Лилиан Малкина — мадам Эйхбаум
- Алика Смехова — Циля Эйхбаум
- Налётчики:
  - Сергей Галкин
  - Сергей Данилевич
  - Л. Трегуб
  - А. Трубецкой
- Игорь Арташонов — Соломон
- Филипп Рахлин — Боргман
- Александр Ильин — Никифор
- В. Гоголев
- А. Нахимсон
- Юлия Ауг — Маруся
- Борис Репетур — Иосиф Мугинштейн
- Марксэн Гаухман-Свердлов

## Съёмочная группа
- Автор сценария: Павел Финн
- Режиссёр: Александр Зельдович
- Оператор: Александр Княжинский
- Композитор: Леонид Десятников
- Художник: Марксэн Гаухман-Свердлов
- Постановщик трюков: Сергей Воробьёв

## Интересные факты
- Фильм номинировался на получение кинопремии «Ника» в 1991 году в номинации «Работа оператора». Александр Княжинский уступил премию Денису Евстигнееву, оператору фильма «Такси-блюз»
- Часть съемок фильма проходила в Евпатории
- На основе музыки к фильму композитор Леонид Десятников в 1992 году создал произведение «Эскизы к Закату» для скрипки, фортепиано и камерного оркестра, а в 1996 году — версию того же произведения для флейты, кларнета, скрипки, контрабаса и фортепиано.

## Награды и номинации
- 1991 Берлинский кинофестиваль (участие в программе «Forum». Александр Зельдович)